# Peloncillo Mountains
Die Peloncillo Mountains sind ein bis zu 2113 m hohes Gebirge im Osten Arizonas (60 %) und im Westen New Mexicos (40 %). Das Gebirge gehört zu den Southeast Arizona Ranges und erstreckt sich über 174 Kilometer Nord-Süd und 76 Kilometer Ost-West. Die Fläche beträgt 5072 km². Höchste Erhebung ist der Gray Mountain in New Mexico mit einer Höhe von 2113 m.

## Berge
| Name                          | Bundesstaat | Höhe   |
| ----------------------------- | ----------- | ------ |
| Gray Mountain                 | New Mexico  | 2113 m |
| Guthrie Peak                  | Arizona     | 2004 m |
| Peloncillo Mountains          | Arizona     | 1987 m |
| Whitlock Peak                 | Arizona     | 1893 m |
| Whitlock Mountains High Point | Arizona     | 1732 m |